# Sierra de Gredos y Valle del Jerte
Sierra de Gredos y Valle del Jerte este o arie protejată (arie specială de conservare — SAC, sit de importanță comunitară — SCI) din Spania întinsă pe o suprafață de 69.528,61 ha, integral pe uscat.

## Localizare
Centrul sitului Sierra de Gredos y Valle del Jerte este situat la coordonatele 40°11′34″N 5°43′16″W / 40.1928°N 5.7211°V.

## Înființare
Situl Sierra de Gredos y Valle del Jerte a fost declarat sit de importanță comunitară în decembrie 1997 pentru a proteja 6 specii de plante și 87 de specii de animale. Situl a fost protejat și ca arie specială de conservare în mai 2015.

## Biodiversitate
Situată în ecoregiunea mediteraneană, aria protejată conține 31 de habitate naturale: Păduri de stejar galițio-portugheze cu Quercus robur și Quercus pyrenaica, Grohotișuri termofile și vest-mediteraneene, Matorral arborescenți cu Juniperus spp., Pajiști oro-iberice cu Festuca indigesta, Păduri termofile cu Fraxinus angustifolia, Păduri mediteraneene de Taxus baccata, Lande oro-mediteraneene cu formațiuni endemice de grozamă, Păduri de Quercus suber, Turbării active, Iazuri temporare mediteraneene, Pajiști umede atlantice temperate cu Erica ciliaris și Erica tetralix, Fânețe de joasă altitudine (Alopecurus pratensis, Sanguisorba officinalis), Dehesas cu Quercus spp. perene, Păduri de Ilex aquifolium, Galerii și tufărișuri riverane sudice (Nerio-Tamaricetea și Securinegion tinctoriae), Depresiuni pe substraturi de turbă de Rhynchosporion, Pseudostepă cu ierburi și specii anuale de Thero-Brachypodietea, Pante stâncoase silicioase cu vegetație casmofită, Păduri aluvionare cu Alnus glutinosa și Fraxinus excelsior (Alno-Padion, Alnion incanae, Salicion albae), Liziere de ierburi înalte hidrofile de câmpie și de nivel montan până la alpin, Formațiuni montane de Cytisus purgans, Păduri de Castanea sativa, Cursuri de apă de la nivel de câmpie la nivel montan, cu vegetație Ranunculion fluitantis și Callitricho-Batrachion, Roci stâncoase cu vegetație pionieră de Sedo-Scleranthion sau Sedo albi-Veronicion dillenii, Tufărișuri termo-mediteraneene și de pre-deșert, Păduri de Quercus ilex și Quercus rotundifolia, Mlaștini turboase de tranziție și turbării mișcătoare, Pajiști uscate europene, Pajiști cu Molinia pe soluri calcaroase, turboase sau argilos-nămoloase (Molinion caeruleae), Ape oligotrofe din câmpii nisipoase, cu un conținut foarte redus de minerale (Littorelletalia uniflorae), Formațiuni ierboase bogate în specii de Nardus, dezvoltate pe substraturi silicioase în zone montane (și în zone submontane, în Europa continentală).
La baza desemnării sitului se află mai multe specii protejate:
- plante (6): Festuca elegans, Festuca summilusitana, isoëtes boryana (Isoetes boryana), Narcissus asturiensis, Narcissus pseudonarcissus subsp. nobilis, Veronica micrantha
- păsări (55): ciocârlie-de-câmp (Alauda arvensis), fâsă-de-câmp (Anthus campestris), fâsă de luncă (Anthus pratensis), fâsă de pădure (Anthus spinoletta), stârc cenușiu (Ardea cinerea), ciuf de câmp (Asio flammeus), Bubulcus ibis, barză albă (Ciconia ciconia), șerpar (Circaetus gallicus), prepeliță (Coturnix coturnix), cuc (Cuculus canorus), presură de grădină (Emberiza hortulana), măcăleandru (Erithacus rubecula), Falco naumanni, muscar negru (Ficedula hypoleuca), Fringilla montifringilla, Galerida theklae, acvilă pitică (Hieraaetus pennatus), Hippolais polyglotta, capîntortură (Jynx torquilla), sfrâncioc roșiatic (Lanius collurio), sfrâncioc cu cap roșu (Lanius senator), forfecuță gălbuie (Loxia curvirostra), ciocârlie de pădure (Lullula arborea), privighetoare (Luscinia megarhynchos), gușă albastră (Luscinia svecica), prigoare (Merops apiaster), gaia neagră (Milvus migrans), gaia roșie (Milvus milvus), mierlă de piatră (Monticola saxatilis), codobatură galbenă (Motacilla alba), codobatură de munte (Motacilla cinerea), pietrar mediteranean (Oenanthe hispanica), pietrar sur (Oenanthe oenanthe), grangur (Oriolus oriolus), viespar (Pernis apivorus), codroș de munte (Phoenicurus ochruros), codroșul de pădure (Phoenicurus phoenicurus), pitulice de munte (Phylloscopus bonelli), pitulice de munte (Phylloscopus collybita), Prunella collaris, brumăriță de pădure (Prunella modularis), mugurarul (Pyrrhula pyrrhula), aușel sprâncenat (Regulus ignicapilla), aușel cu cap galben (Regulus regulus), sitar de pădure (Scolopax rusticola), silvie cu cap negru (Sylvia atricapilla), silvie roșcată (Sylvia cantillans), silvie de câmp (Sylvia communis), Sylvia conspicillata, silvie de tufiș (Sylvia undata), fluierarul de zăvoi (Tringa ochropus), sturzul viilor (Turdus iliacus), sturz-cântător (Turdus philomelos), pupăză (Upupa epops)
- amfibieni (1): Discoglossus galganoi
- mamifere (13): liliac cârn (Barbastella barbastellus), Galemys pyrenaicus, vidră de râu (Lutra lutra), Microtus cabrerae, liliac cu aripi lungi (Miniopterus schreibersii), liliac cu urechi mari (Myotis bechsteinii), liliac cu urechi de șoarece (Myotis blythii), liliac cărămiziu (Myotis emarginatus), liliac comun (Myotis myotis), liliacul mediteranean cu potcoavă (Rhinolophus euryale), liliacul mare cu potcoavă (Rhinolophus ferrumequinum), liliacul mic cu potcoavă (Rhinolophus hipposideros), liliacul cu potcoavă a lui méhely (Rhinolophus mehelyi)
- nevertebrate (9): fluturele-tigru (Callimorpha quadripunctaria), croitorul mare al stejarului (Cerambyx cerdo), Coenagrion mercuriale, fluturele auriu (Euphydryas aurinia), Euplagia quadripunctaria, Gomphus graslinii, rădașcă (Lucanus cervus), Macromia splendens, Oxygastra curtisii
- pești (5): Cobitis paludica, Luciobarbus comizo, Pseudochondrostoma polylepis, Rutilus alburnoides, Rutilus lemmingii
- reptile (4): Iberolacerta monticola, Lacerta monticola, Lacerta schreiberi, Mauremys leprosa

Pe lângă speciile protejate, pe teritoriul sitului au mai fost identificate 5 specii de plante, 6 specii de amfibieni, 6 specii de nevertebrate, 11 specii de reptile.